# Quarnerolo
Il Quarnerolo, detto anche Quarnarolo (in croato Kvarnerić, ossia "piccolo Quarnaro"), anticamente Carnarolo è il tratto di mare Adriatico, appartenente alla Croazia, che separa le isole quarnerine di Cherso, Lussino, San Pietro dei Nembi e Asinello da quelle di Veglia, San Gregorio, Arbe e Pago.

## Geografia
Il Quarnerolo, che ha un andamento nord-sud, si trova tra il Quarnaro (a ovest) e il canale della Morlacca (a est); a nord, il canale di Veglia, detto anche canale di Mezzo (Srednja Vrata), lo mette in comunicazione con il golfo di Fiume. 
Nella sua parte occidentale si apre il canale di Lussino (Lošinjski kanal), detto anche canale di Punta Croce, che si restringe fino alla Cavanella d'Ossero o Cavanella (Kavuada), stretto passaggio artificiale di fronte a Ossero, creato già in epoca preromana, che divide Cherso da Lussino, permettendo il passaggio di imbarcazioni dal Quarnerolo al Quarnero.
A settentrione, tra l'isola di Plauno e Cherso, si trova il canale della Corsia (kanal Krušija) mentre a est alcuni canali mettono in comunicazione il Quarnerolo con il canale della Morlacca:
- bocca[18], porta[19] o stretto di Segna[20] (Senjska vrata), tra Veglia e Pervicchio;
- canale di San Gregorio[21] (Grgurov kanal), tra Pervicchio e San Gregorio;
- canale di Arbe[22] (Rapski kanal), tra San Gregorio e Arbe;
- vallone di Ciasca[23] (Paški kanal), che divide le isole di Arbe e Dolin da Pago.

Nella parte sud-est, il Quarnerolo termina con il canale di Maon (Maunski kanal), tra Pago e Maon, e con quello di Puschina (Pohlipski kanal), che divide Scherda e Maon da Ulbo e da Magresina. Ambedue portano al mare di Puntadura (Virsko more).
A sud, si trova il canale di Ulbo (Olipski kanal) che divide Ulbo da Selve; mentre il canale del Quarnerolo/Quarnarolo (Kvarnerička vrata) immette nel canale di Selve (Silbanski kanal).
Nelle acque interne del Quarnerolo si trovano le seguenti isole:
- Plauno (Plavnik) e Plauno Piccolo (Mali Plavnik)
- isolotti Cormato (Kormati)
- scoglio Gallon (Galun)
- scogli Ciutin (Ćutin Veli e Ćutin Mali)
- scogli Lagagne (Veliki Laganj e Mali Laganj)
- scogli Dolfin (Dolfin e Mali Dolfin)
- Trestenico (Trstenik)
- Palazziol Grande (Oruda) e Palazziol Piccolo (Palacol)
- Oriole Grande (Vele Orjule) e Oriole Piccola (Male Orjule)

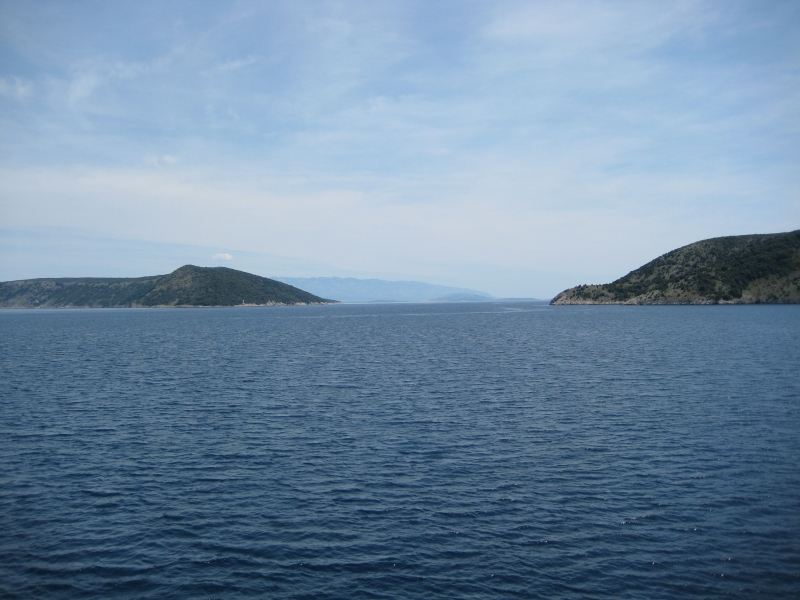
Il canale della Corsia, tra Cherso e Plauno

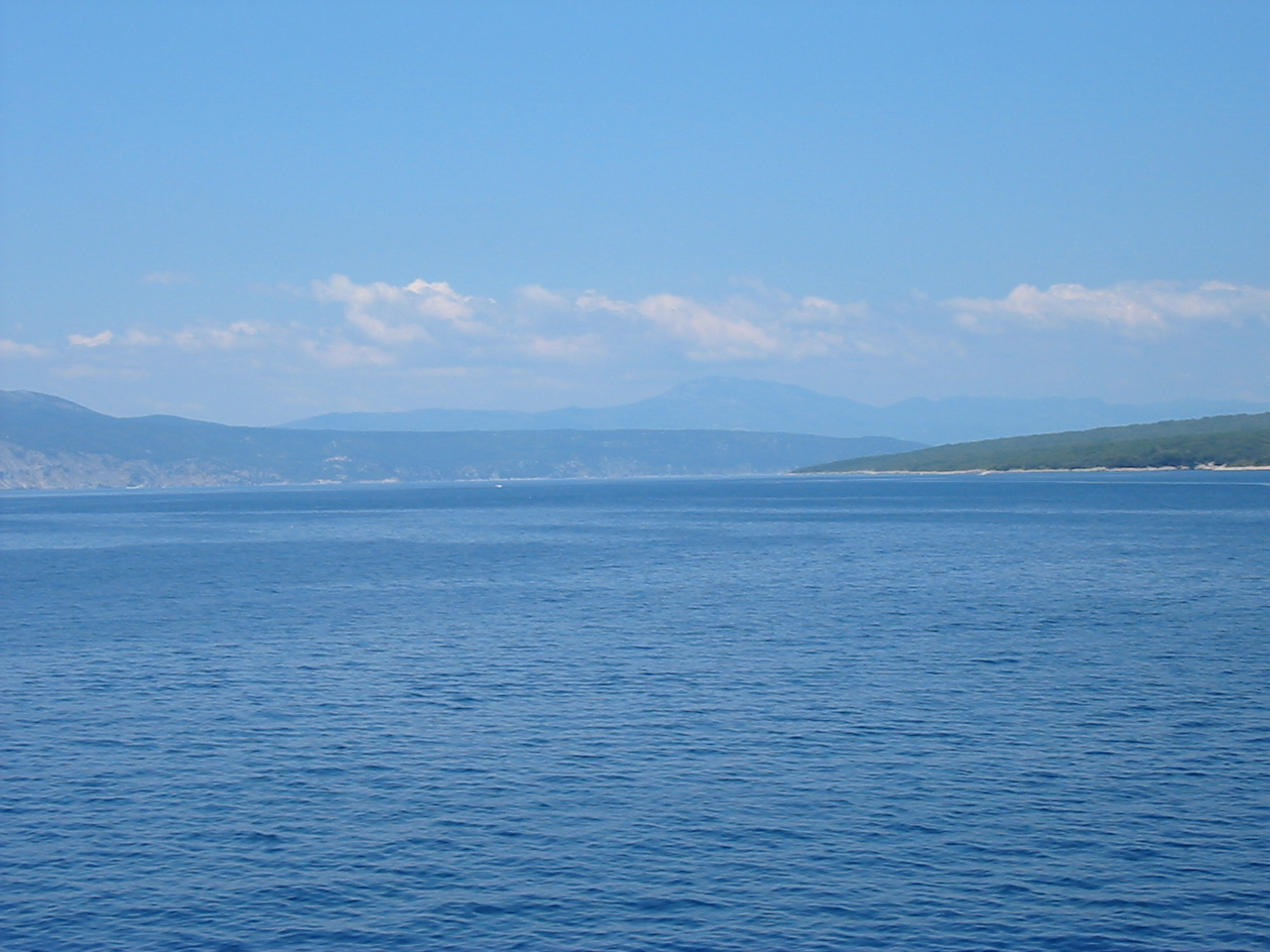
Il canale di Veglia

- Moronigo (Morovnik)
- scoglio Sib (Šip)

### Cartografia
- (HR) Mappa topografica della Croazia 1:25000, su preglednik.arkod.hr. URL consultato il 12 luglio 2017.
- Carta di cabottaggio del mare Adriatico, foglio V, Milano, Istituto geografico militare, 1822-1824. URL consultato il 12 luglio 2017 (archiviato dall'url originale il 23 agosto 2021).